# Beatmania completeMIX 2
Beatmania completeMIX 2 (en Estados Unidos: HipHopMania complete Mix 2) es la segunda compilación de canciones de la serie beatmania, desarrollado por BEMANI y publicado por Konami a principios del año 2000 solo para arcade, con un total de 80 canciones, la mayoría de ellas provenientes de sus dos últimos antecesores beatmania 4thMIX y beatmania 5thMIX.
El videojuego viene con nuevas funciones tales como el Center play, el cual permite al jugador utilizar las teclas del 2P y el disco giratorio del 1P. También ya es posible cambiar entre dificultades (Normal/Hard/Another) presionando ambas teclas negras de cada controlador del arcade. Este método también ha sido utilizado en las demás secuelas restantes de la serie.

## Modos de juego
- Basic: Ideal para principiantes. La dificultad de las canciones son simples. Cuatro canciones por ronda.
- Hard: La dificultad se incrementa sobremanera alcanzando la dificultad a 8. En este modo es posible cambiar entre niveles de dificultad.
- Expert: El jugador escoge cualquiera de los courses, las cuales están compuestas de cinco canciones cada una. El jugador deberá completar una secuencia de canciones sin hacer pausa, y evitar en todo momento que la barra de energía se agote por completo.

## Canciones nuevas
La siguiente tabla muestra las nuevas canciones introducidas en el juego:
| Nombre                                     | Género               | Artista                                                        | BPM                  |                      |                      |
| Originales de Konami                       | Originales de Konami | Originales de Konami                                           | Originales de Konami | Originales de Konami | Originales de Konami |
| ------------------------------------------ | -------------------- | -------------------------------------------------------------- | -------------------- | -------------------- | -------------------- |
| 321 STARS                                  | TECHNO POP           | DJ SIMON                                                       | 172                  |                      |                      |
| MOMENT                                     | R&B                  | dj nagureo                                                     | 90                   |                      |                      |
| NOFIA                                      | HIPHOP               | Delaware feat. Ike Nelson                                      | 110                  |                      |                      |
| RELEASE YOUR MIND                          | TRANCE               | TaQ                                                            | 142                  |                      |                      |
| SPARKER                                    | MINIMAL              | SLAKE                                                          | 141                  |                      |                      |
| TetraQ                                     | ACID BEAT            | TaQ                                                            | 171                  |                      |                      |
| THE FALL                                   | PROGRESSIVE          | AKI                                                            | 143                  |                      |                      |
| TURNING THE MOTOR OVER                     | LATIN SKA            | Delaware feat. Jeff Coote                                      | 178                  |                      |                      |
| WATCHINGOUT                                | MODS                 | dj nagureo                                                     | 159                  |                      |                      |
| ZANZIBAR                                   | TRIBAL               | Delaware                                                       | 125                  |                      |                      |
| Canciones Another                          |                      |                                                                |                      |                      |                      |
| ATTACK THE MUSIC (49 MUSIC MIX)            | HARD TECHNO          | DJ FX (another mixed by DEPROGRAM MAN)                         | 140                  |                      |                      |
| BOA BOA LADY                               | REGGAE               | dj nagureo                                                     | 90                   |                      |                      |
| CHAIN (CONNECTION MIX)                     | RAVE                 | RAM (another mixed by DOCTOR S)                                | 152                  |                      |                      |
| CRYMSON (SCARLET MIX)                      | DIGITAL HARDCORE     | RAM (another mixed by DOCTOR S)                                | 240                  |                      |                      |
| DENIM (ELECTRO MIX)                        | TECHNO               | SLAKE (another mixed by DEPROGRAM MAN)                         | 150                  |                      |                      |
| DO YOU LOVE ME? (SOFT LANDING MIX)         | BALLADE              | reo-nagumo (another mixed by DOCTOR S)                         | 100-200              |                      |                      |
| GENOM SCREAMS (SPIRITUAL MIX)              | TRANCE               | L.E.D. LIGHT (another mixed by DOCTOR S)                       | 150                  |                      |                      |
| HELL SCAPER (SLASHING MIX)                 | GABBAH               | L.E.D. LIGHT-G (another mixed by DEPROGRAM MAN)                | 190-200              |                      |                      |
| LA BOSSANOVA DE FEBIENNE (BOSSA BOSSA MIX) | BOSSA GROOVE         | staccato two-F (another mixed by DOCTOR S)                     | 143                  |                      |                      |
| LUV TO ME (DISCO MIX)                      | EURO BEAT            | THIRD-MIX miryam reo yoshinori (another mixed by TIGER YAMATO) | 154                  |                      |                      |
| PARANOIA MAX (FUNKY BLEEP MIX)             | JUNGLE               | 190 (another mixed by DEPROGRAM MAN)                           | 190                  |                      |                      |
| SKA A GO GO (PERFECT MIX)                  | SKA                  | THE BALD HEADS (another mixed by DOCTOR S)                     | 160                  |                      |                      |
| SUPER HIGHWAY (SUPER SUBWAY MIX)           | DRUM'N BASS          | nouvo nude (another mixed by DOCTOR S)                         | 160                  |                      |                      |